# Gleb Brusienski
Gleb Konstantinowicz Brusienski (ros. Глеб Константинович Брусенский, ur. 18 kwietnia 2000 w miejscowości Kokczetaw) – kazachski kolarz szosowy.
Brusienski, wspólnie z Jewgienijem Fiodorowem, zdobył złoty medal Letnich Igrzysk Olimpijskich Młodzieży 2018 w rywalizacji drużynowej kolarzy – w ramach konkurencji wchodzących w skład tych zmagań zwyciężył w wyścigu ze startu wspólnego i jeździe drużynowej na czas oraz zajął 2. lokatę w kryterium ulicznym.

## Osiągnięcia
Opracowano na podstawie:

2017
- 1. miejsce w mistrzostwach Kazachstanu juniorów (jazda indywidualna na czas)

2018
- 2. miejsce w mistrzostwach Kazachstanu juniorów (jazda indywidualna na czas)
- 1. miejsce w Tour de DMZ
  - 1. miejsce na 1. etapie
- 1. miejsce w letnich igrzyskach olimpijskich młodzieży (drużynowo)
  - 1. miejsce w wyścigu ze startu wspólnego
  - 1. miejsce w jeździe drużynowej na czas
  - 2. miejsce w kryterium ulicznym

2022
- 3. miejsce w mistrzostwach Kazachstanu (start wspólny)

## Rankingi
| Rok           | 2020 | 2021  | 2022 | 2023 | 2024 |
| ------------- | ---- | ----- | ---- | ---- | ---- |
| World Ranking | 891. | 2299. | 365. | 323. | 461. |
| UCI Asia Tour | 42.  | 176.  | 8.   | 10.  | 14.  |
|               |      |       |      |      |      |
| Źródło: UCI   |      |       |      |      |      |